# Potzneusiedl
Potzneusiedl ist eine österreichische Gemeinde mit 679 Einwohnern (Stand 1. Jänner 2025) im Burgenland im Bezirk Neusiedl am See. Der ungarische Ortsname der Gemeinde ist Lajtafalu, der kroatische Lajtica.

## Geographie
Potzneusiedl liegt nahe bei Neudorf bei Parndorf und Gattendorf, am Rande der Parndorfer Platte und am Südufer der Leitha.
Nachbargemeinden:
|          |                                             | Prellenkirchen (BL) |
| Parndorf | Kompassrose, die auf Nachbargemeinden zeigt |                     |
| Neudorf  | Gattendorf                                  |                     |

## Geschichte
Bei Grabungen auf der Flur „Búbánat“ und am Hochplateau bei der Kirche fand man Hallstattgräber mit Gefäßbeigaben und Bronzen. Ebenfalls im Bereich der Flur „Búbánat“ wurde 2011 ein römisches Gräberfeld ausgegraben, das vom 1. bis zum 3. Jahrhundert n. Chr. genutzt wurde.
1002 heiratete der magyarische König Stefan I. die bayerische Prinzessin Gisela, eine Tochter Herzogs Heinrich II. In der Folge kamen bayrische Adelige, kirchliche Orden und Siedler nach Ungarn (Hochmittelalterliche Ostsiedlung). Zur Sicherung der Grenze wurden um 1021 die besiegten Petschenegen – sie wurden auch Bissener genannt und stammten ursprünglich aus dem Gebiet zwischen Talas und Donau – am Neusiedlersee angesiedelt.

Potzneusiedl (Lajtafalu) an der Grenze zu Niederösterreich um 1873 (Aufnahmeblatt der 3. Landesaufnahme)

Zu den bayrischen Einwanderern zählten auch die Grafen Poth, die im 13. Jahrhundert Potzneusiedl und Podersdorf gründeten bzw. übernahmen, was sich in den Ortsnamen niederschlug. Ende des 15. Jahrhunderts war das Gebiet Sitz von Kleinadeligen, wie den Herren von Oslip. Anna, die letzte Vertreterin dieser Familie schenkte ihre Anteile am damaligen Herrenhof ihrem Neffen, Johann Vogt von Donnerskirchen. Während des türkischen Einfalls von 1529 wurde der damalige Ansitz zerstört.
Um 1550 wurde der Ort mit Kroaten neu besiedelt; ab 1880 überwog bereits der deutschsprachige Bevölkerungsanteil (327 zu 287 Personen). In den folgenden Jahrzehnten wurde das kroatische Bevölkerungselement sukzessive assimiliert. Die Sprache konnte sich in einzelnen Familien noch bis in die späte Nachkriegszeit halten (Anteil der kroatischsprachigen Bevölkerung: 1900: 36,1 %; 1923: 20,6 %; 1934: 12,5 %; 1981: 0,9 %). Heute gilt die kroatische Sprache in Potzneusiedl als ausgestorben.
Der Ort wies bis in die Zwischenkriegszeit auch einen verhältnismäßig hohen Anteil an ungarischsprachiger Bevölkerung aus (1900: 17 %; 1923: 20,8 %; 1934: 15,8 %) und lag zuletzt (2001) nur mehr bei 1 %. Angemerkt sei, dass das Kriegerdenkmal die Aufschrift „Den gefallenen Helden“ auch in kroatischer und ungarischer Sprache trägt.
In der ersten Hälfte des 18. Jahrhunderts gehörte der Besitz zur Harrachschen Herrschaft in Bruck an der Leitha. Um die Mitte desselben Jahrhunderts gelangte Potzneusiedl, das niemals von wehrpolitischer Bedeutung war, in das Eigentum des Freiherrn Karl von Bender.
Der Ort gehörte wie das gesamte Burgenland bis 1920/1921 zu Ungarn (Komitat Wieselburg). Seit 1898 musste aufgrund der Magyarisierungspolitik der Regierung in Budapest der ungarische Ortsname Lajtafalu verwendet werden. Nach Ende des Ersten Weltkriegs wurde nach zähen Verhandlungen Deutsch-Westungarn in den Pariser Vorortverträgen 1919 Österreich zugesprochen. Der Ort gehört seit 1921 zum neu gegründeten Bundesland Burgenland (siehe auch Geschichte des Burgenlandes).

### Bevölkerungsentwicklung
| Potzneusiedl: Einwohnerzahlen von 1869 bis 2025     | Potzneusiedl: Einwohnerzahlen von 1869 bis 2025 | Potzneusiedl: Einwohnerzahlen von 1869 bis 2025 | Potzneusiedl: Einwohnerzahlen von 1869 bis 2025 | Potzneusiedl: Einwohnerzahlen von 1869 bis 2025 |
| --------------------------------------------------- | ----------------------------------------------- | ----------------------------------------------- | ----------------------------------------------- | ----------------------------------------------- |
| Jahr                                                |                                                 |                                                 |                                                 | Einwohner                                       |
| 1869                                                | 1869                                            |                                                 | 706                                             | 706                                             |
| 1880                                                | 1880                                            |                                                 | 673                                             | 673                                             |
| 1890                                                | 1890                                            |                                                 | 637                                             | 637                                             |
| 1900                                                | 1900                                            |                                                 | 631                                             | 631                                             |
| 1910                                                | 1910                                            |                                                 | 589                                             | 589                                             |
| 1923                                                | 1923                                            |                                                 | 612                                             | 612                                             |
| 1934                                                | 1934                                            |                                                 | 715                                             | 715                                             |
| 1939                                                | 1939                                            |                                                 | 753                                             | 753                                             |
| 1951                                                | 1951                                            |                                                 | 656                                             | 656                                             |
| 1961                                                | 1961                                            |                                                 | 612                                             | 612                                             |
| 1971                                                | 1971                                            |                                                 | 549                                             | 549                                             |
| 1981                                                | 1981                                            |                                                 | 463                                             | 463                                             |
| 1991                                                | 1991                                            |                                                 | 482                                             | 482                                             |
| 2001                                                | 2001                                            |                                                 | 504                                             | 504                                             |
| 2011                                                | 2011                                            |                                                 | 519                                             | 519                                             |
| 2021                                                | 2021                                            |                                                 | 631                                             | 631                                             |
| 2025                                                | 2025                                            |                                                 | 679                                             | 679                                             |
| Quelle(n): Statistik Austria, Gebietsstand 1.1.2021 |                                                 |                                                 |                                                 |                                                 |

## Kultur und Sehenswürdigkeiten
- Schloss Potzneusiedl: Der Bau des heutigen Schlosses wurde unter der teilweisen Verwendung von gotischen Grundmauern ab 1796 errichtet. 1808 war der Bau vollendet. Gegen 1850 erwarb die Familie Batthyány den Besitz, der seine Blütezeit noch in der Zwischenkriegszeit des 20. Jahrhunderts hatte, als hier glanzvolle Feste gefeiert wurden. Als Gräfin Louise Batthyány, die letzte adelige Besitzerin, 1956 starb, vermachte sie das Schloss ihrem Leibarzt. Dieser behielt die Landwirtschaft und verkaufte das Schloss 1966 dem Wiener Kaufmann Gerhard Egermann, der in den folgenden Jahren das bereits äußerst desolate Gebäude wieder instand setzen ließ und es als Kunst- und Antiquitätenzentrum[4] revitalisierte. Er richtete hier 1970 das Erste Österreichische Ikonenmuseum ein, dessen Glanzstück die „Muttergottes von Kasan“ ist, durch die Potzneusiedl zu einem Wallfahrtsort für fromme Russen wurde. Das Schloss wird heute als riesiges Antiquitätszentrum mit angeschlossenem Antiquariat geführt, dessen Schätze fast sämtliche Räume füllen. Daneben finden immer wieder Sonderausstellungen statt, zum Beispiel Bibeln aus fünf Jahrhunderten (2003). Veranstaltungen wie der Potzneusiedler Theatersommer, Konzerte und Lesungen finden in der ehemaligen Kutschengarage, die als Theater- und Konzertsaal eingerichtet wurde, statt. Seit 1987 ist das Schloss Potzneusiedl Hauptsitz des Österreichisch-Ungarischen Kulturinstitutes und seit 2001 auch Hauptsitz des Österreichisch-Rumänischen Kulturinstitutes.[5]

Im Museum Schloss Potzneusiedl befinden sich:
- Sammlung von Meisterwerken des 17.–20. Jahrhunderts (österreichische und ungarische Kunst dieses Zeitraumes; seit 1975).
- Ikonenmuseum: Gründung des Ersten österreichischen Ikonenmuseums (1970).
- Bibelmuseum: bibliophile Kostbarkeiten, wie eine frühe Bibel von Martin Luther, Künstler-Prachtausgaben des 20. Jahrhunderts (zum Beispiel von Ernst Fuchs), und barocke Heiligenlegenden (seit 2004).
- Zsolnay-Museum: das dem ungarischen Keramikkünstler Vilmos Zsolnay (1828–1900) gewidmete Keramikmuseum zeigt rund 500 Objekte (seit 1975).
- Bücherflohmarkt: antiquarischer Büchermarkt
- Antiquitätenhandel

- Katholische Pfarrkirche Potzneusiedl hl. Markus: Die im Kern mittelalterliche ehemalige Wehrkirche wurde in erhöhter Lage errichtet und ist von einem Friedhof umgeben. Der quadratische Westturm hat einen Steinpyramidenhelm mit Eckpyramiden.

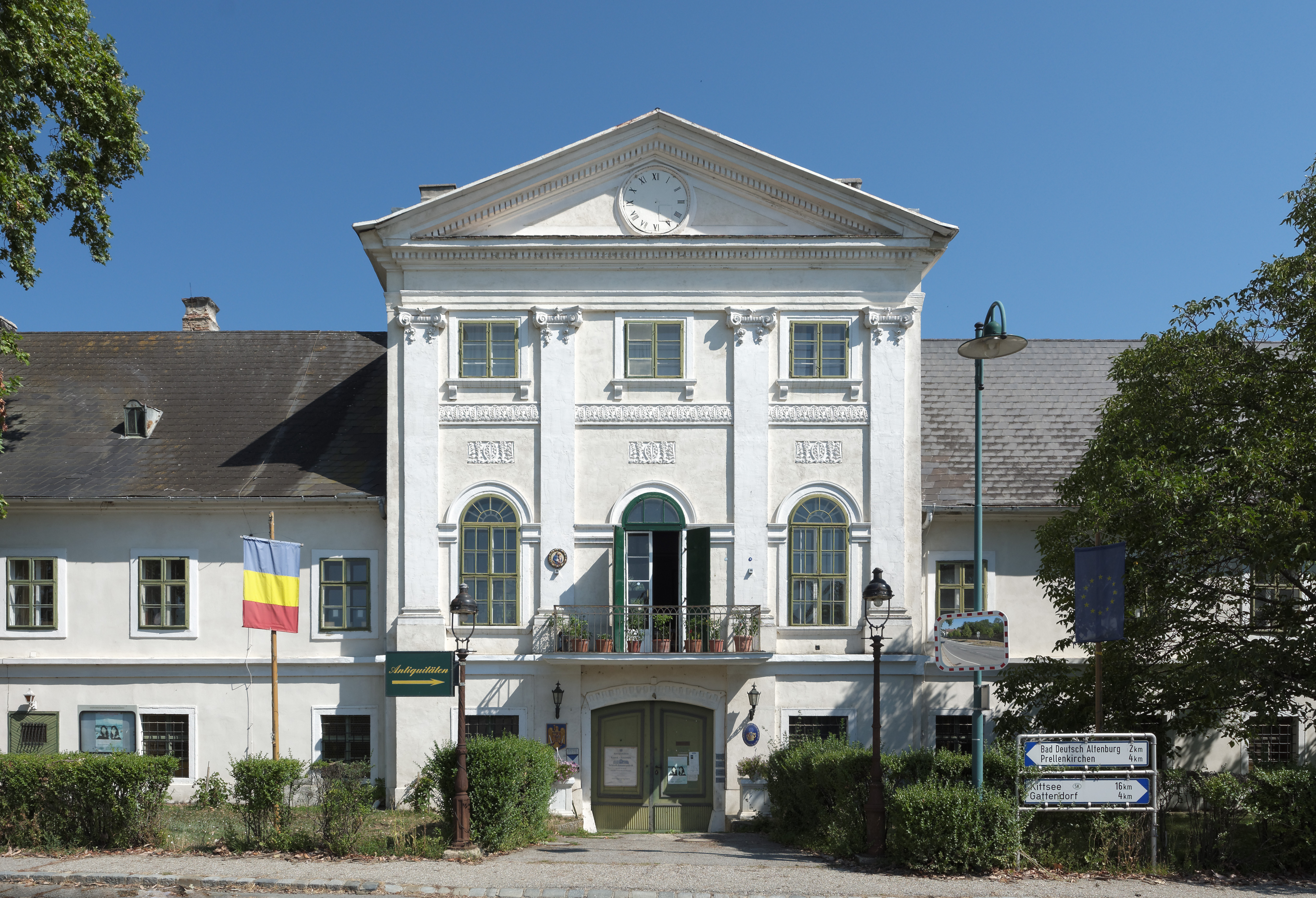
Straßenansicht des Schlosses
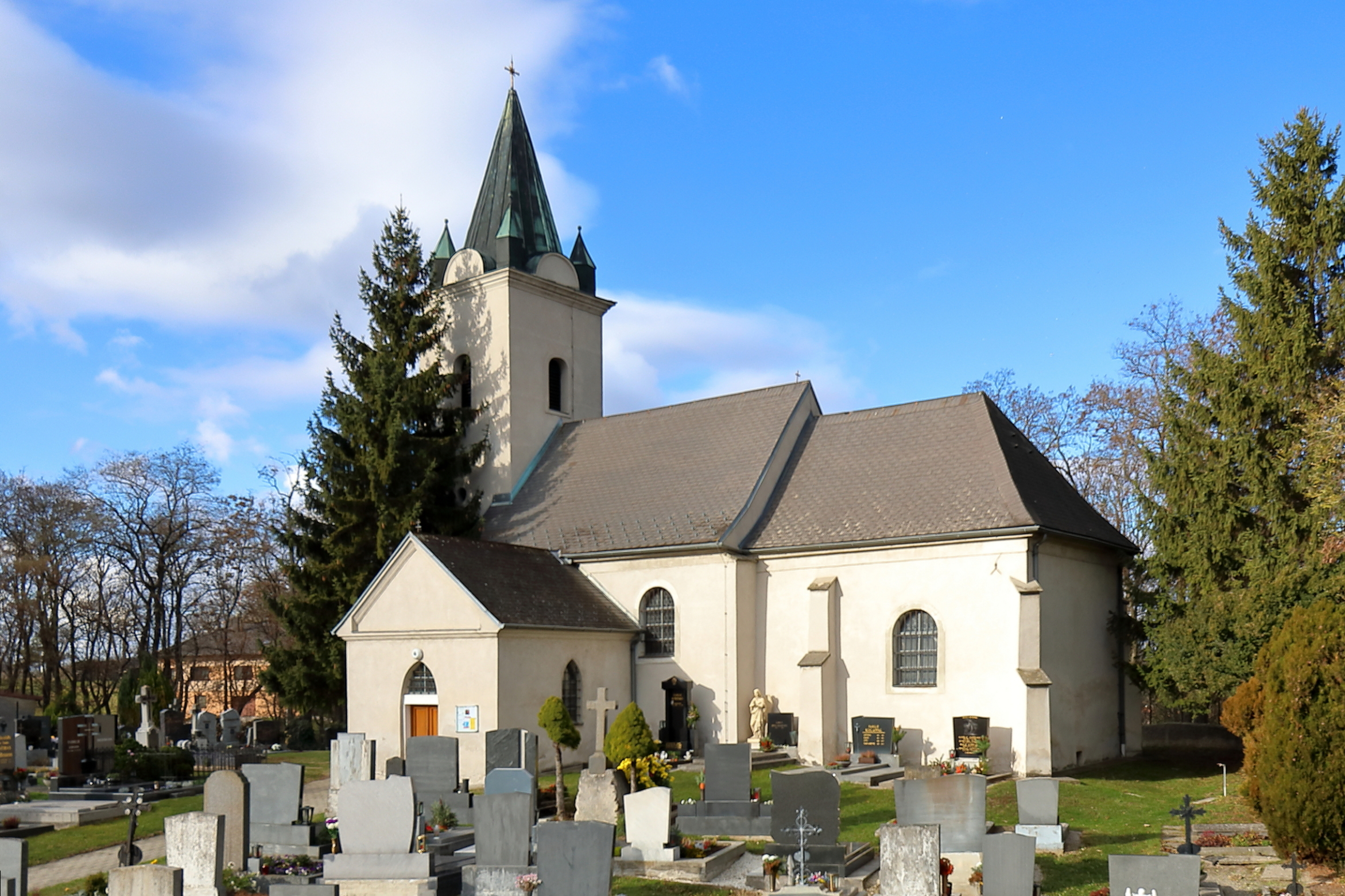
Pfarrkirche Potzneusiedl
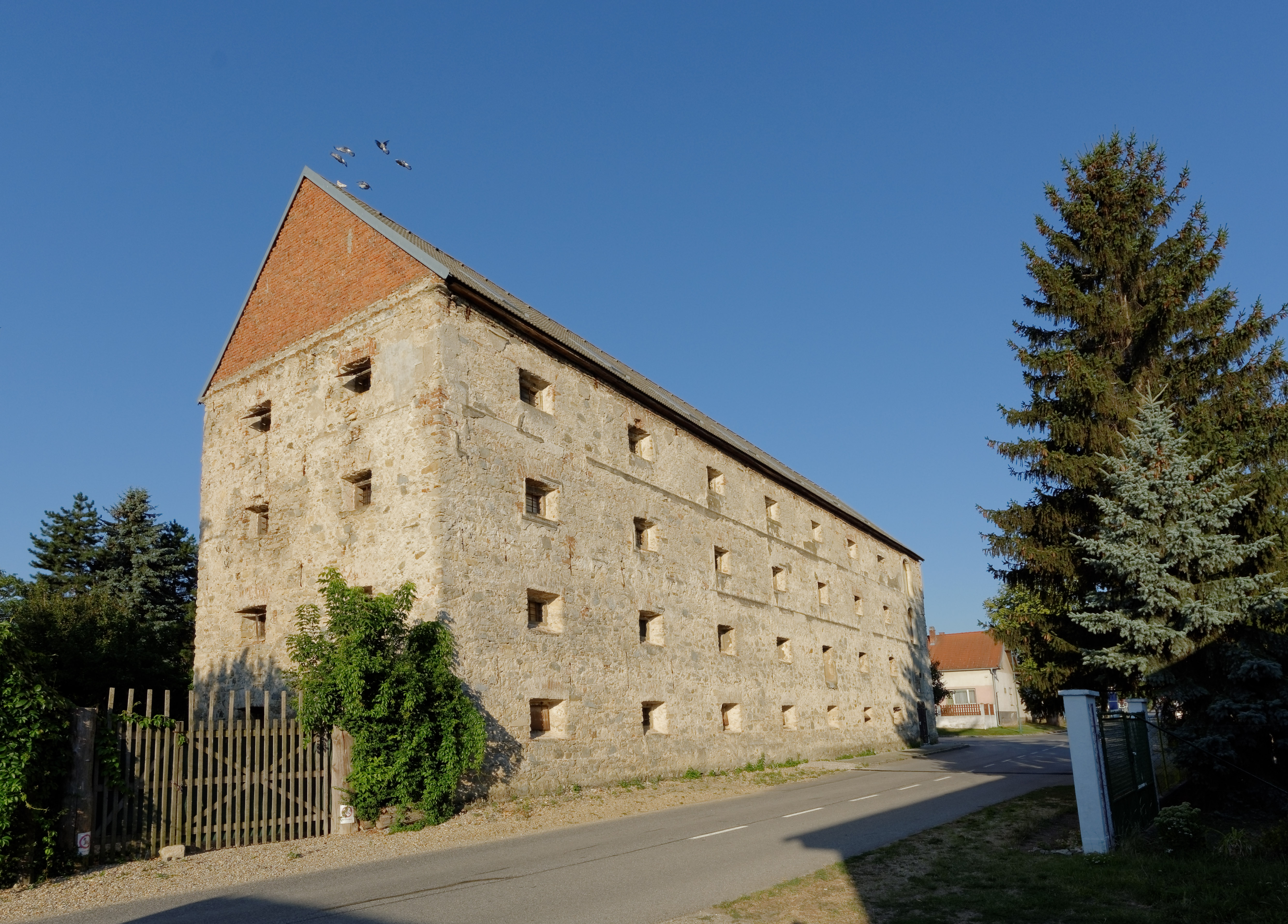
Denkmalgeschützter Schüttkasten in Potzneusiedl
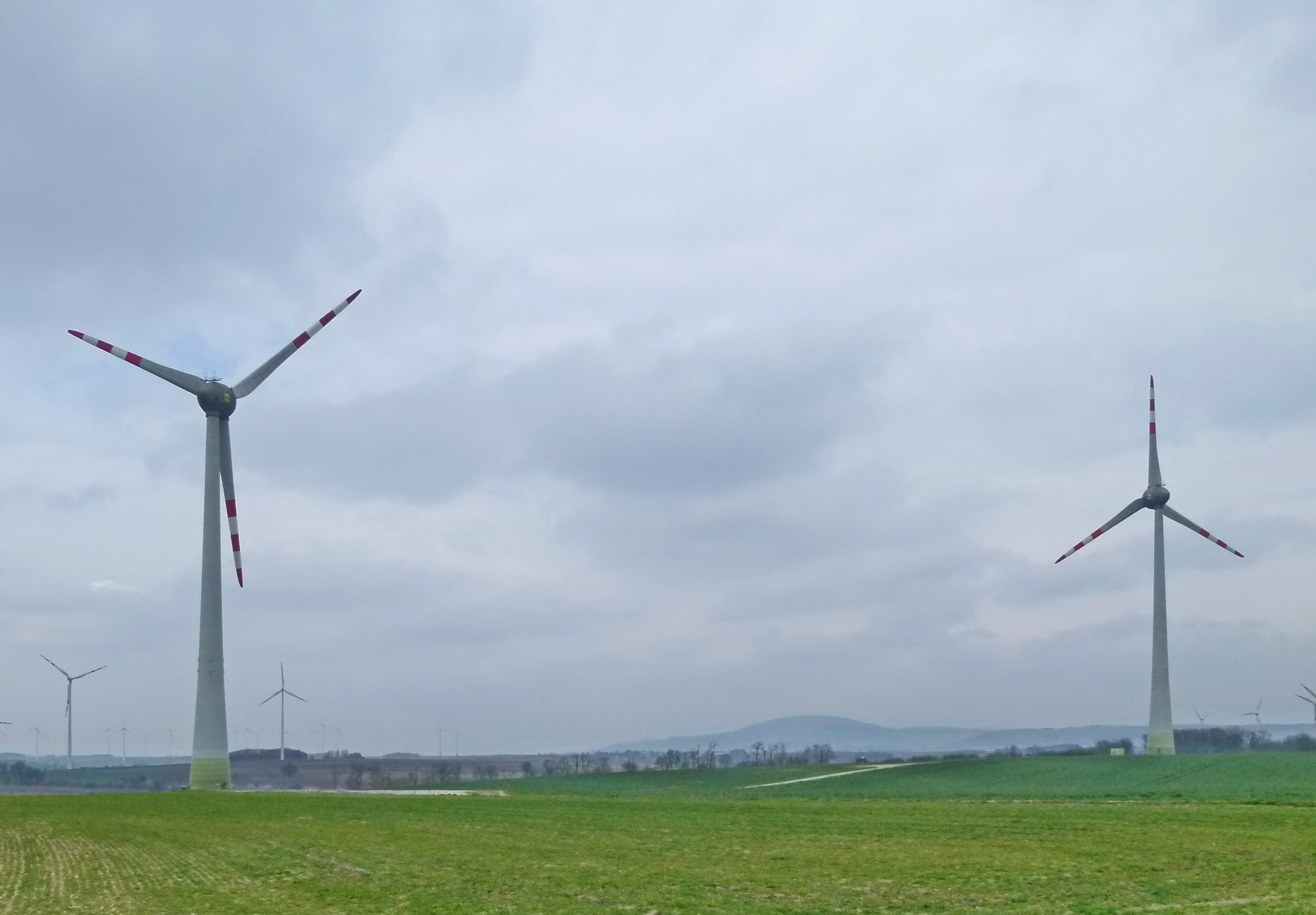
Beide Windkraftanlagen E-126 bei Potzneusiedl

## Wirtschaft
- Windkraftanlage: In der Nähe von Potzneusiedl wurden in den Jahren 2011/12 zwei E-126-Windkraftanlagen von Enercon mit 198,5 m Höhe errichtet, zwei der weltweit größten und leistungsstärksten Windräder mit einer Leistung von je 7,5 MW.[6][7]

Im Zuge eines Repowerings wurden am 8. Juli 2022 drei Stahlbetonmasten von Windrädern gesprengt, um an deren Stelle leistungsfähigere Windkraftanlagen zu errichten.

## Politik

### Gemeinderat
Der Gemeinderat umfasst aufgrund der Einwohnerzahl insgesamt 13 Mitglieder.
| Partei          | 2022    | 2022    | 2022    | 2017             | 2017             | 2017             | 2012             | 2012             | 2012             | 2007    | 2007    | 2007    | 2002    | 2002    | 2002    | 1997    | 1997    | 1997    |
| Partei          | Sti.    | %       | M.      | Sti.             | %                | M.               | Sti.             | %                | M.               | Sti.    | %       | M.      | Sti.    | %       | M.      | Sti.    | %       | M.      |
| --------------- | ------- | ------- | ------- | ---------------- | ---------------- | ---------------- | ---------------- | ---------------- | ---------------- | ------- | ------- | ------- | ------- | ------- | ------- | ------- | ------- | ------- |
| ÖVP             | 316     | 60,42   | 8       | 247              | 55,51            | 7                | 293              | 62,88            | 8                | 123     | 29,15   | 4       | 118     | 28,71   | 3       | 117     | 31,54   | 4       |
| SPÖ             | 181     | 34,61   | 5       | 198              | 44,49            | 6                | 173              | 37,12            | 5                | 257     | 60,90   | 8       | 267     | 64,96   | 8       | 226     | 60,92   | 7       |
| FPÖ             | 26      | 4,97    | 0       | nicht kandidiert | nicht kandidiert | nicht kandidiert | nicht kandidiert | nicht kandidiert | nicht kandidiert | 42      | 9,95    | 1       | 26      | 6,33    | 0       | 28      | 7,55    | 0       |
| Wahlberechtigte | 638     | 638     | 638     | 560              | 560              | 560              | 544              | 544              | 544              | 513     | 513     | 513     | 486     | 486     | 486     | 428     | 428     | 428     |
| Wahlbeteiligung | 86,36 % | 86,36 % | 86,36 % | 86,43 %          | 86,43 %          | 86,43 %          | 89,71 %          | 89,71 %          | 89,71 %          | 86,35 % | 86,35 % | 86,35 % | 87,24 % | 87,24 % | 87,24 % | 92,52 % | 92,52 % | 92,52 % |

Zum Vorstand gehören neben Bürgermeister Franz Werdenich und Vizebürgermeisterin Andrea Netuschill auch die Gemeinderäte Helmuth Hiermann und Franz Windisch.

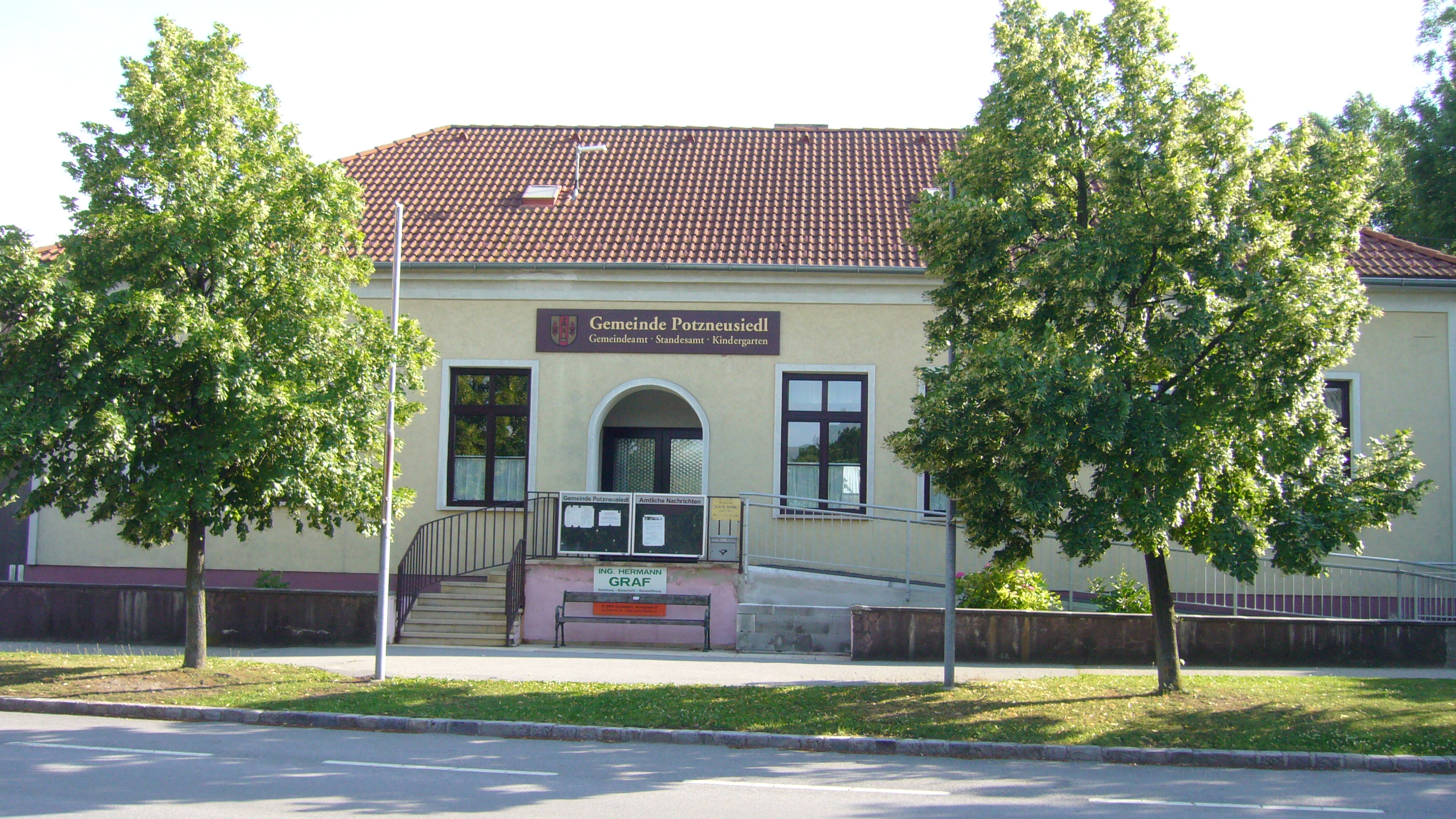
Gemeindeamt Potzneusiedl

### Bürgermeister
Bürgermeister ist Franz Werdenich (ÖVP), der 2010 die Nachfolge von Franz Kaiser (SPÖ) angetreten hatte. Bei der Gemeinderatswahl 2017 konnte er sich mit 55,44 % gegen Andrea Netuschill (SPÖ) durchsetzen. Bei der Wahl 2022 verteidigte er das Bürgermeisteramt mit 66,23 Prozent im ersten Wahlgang.

### Wappen
|  | Mit Beschluss der burgenländischen Landesregierung vom 13. Juni 2000 wurde der Gemeinde nach deren Antrag das Recht zur Führung eines Wappens verliehen. Blasonierung: „In einem goldenen Schild ein roter Pfahl, begleitet von je einer roten Lilie (vorne und hinten); der Pfahl ist mit einem goldenen Pranger belegt.“ Die zwei Lilien symbolisieren das Wappen der Grafen Poth, während deren Regentschaft der Ort im 13. Jahrhundert gegründet wurde. Der Name der Grafen lebt bis heute im Ortsnamen weiter. Der Pranger symbolisiert die Eigenständigkeit der Gemeinde und erinnert an die Bedeutung des Ortes, der im 18. Jahrhundert das Marktrecht innehatte. Die Farben der Gemeinde sind rot und gold und finden sich im Wappen wieder. |